# Dia do Idoso

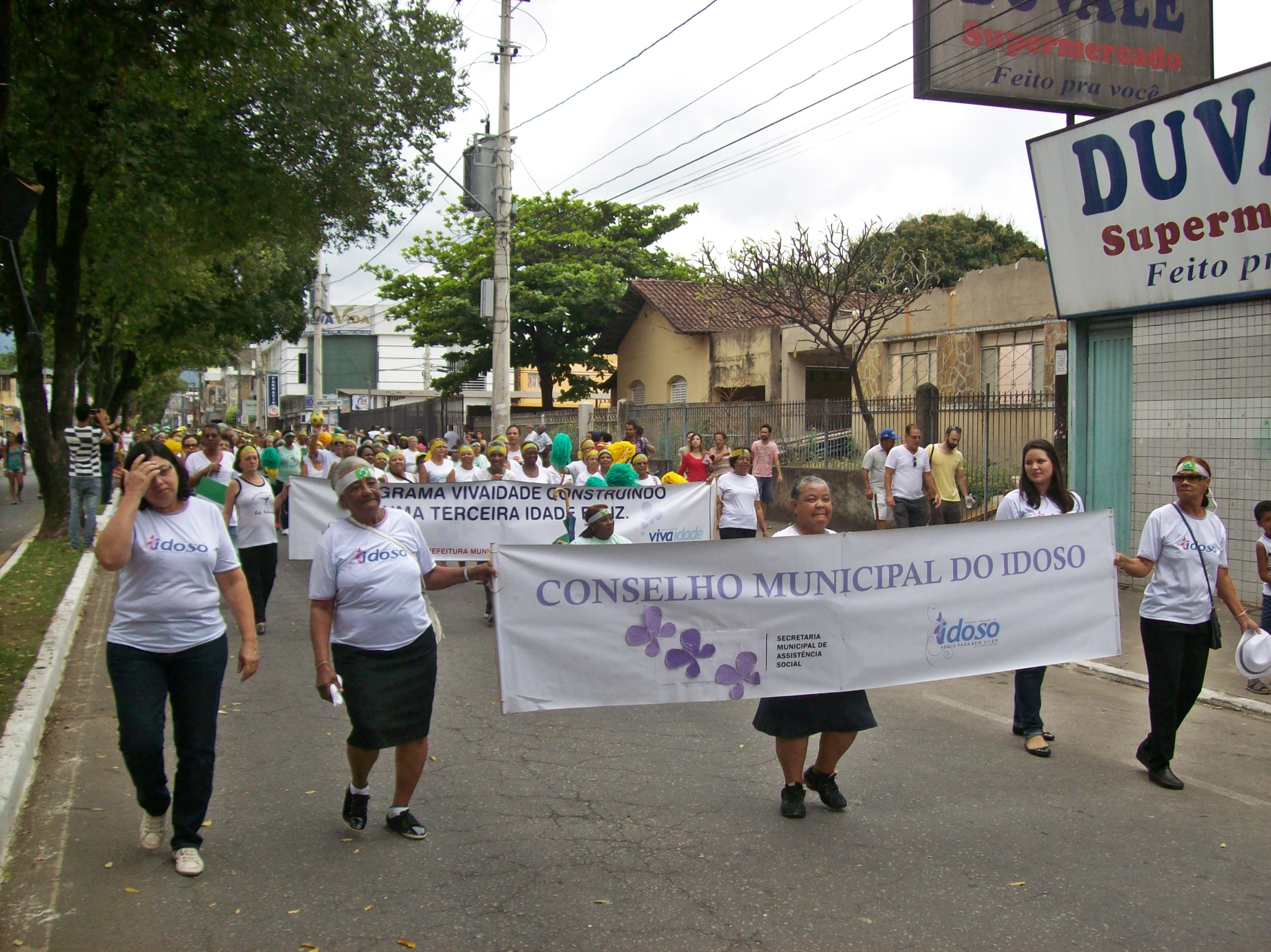
Conselho Municipal do Idoso de Coronel Fabriciano, em Minas Gerais, durante o desfile do Dia da Pátria.

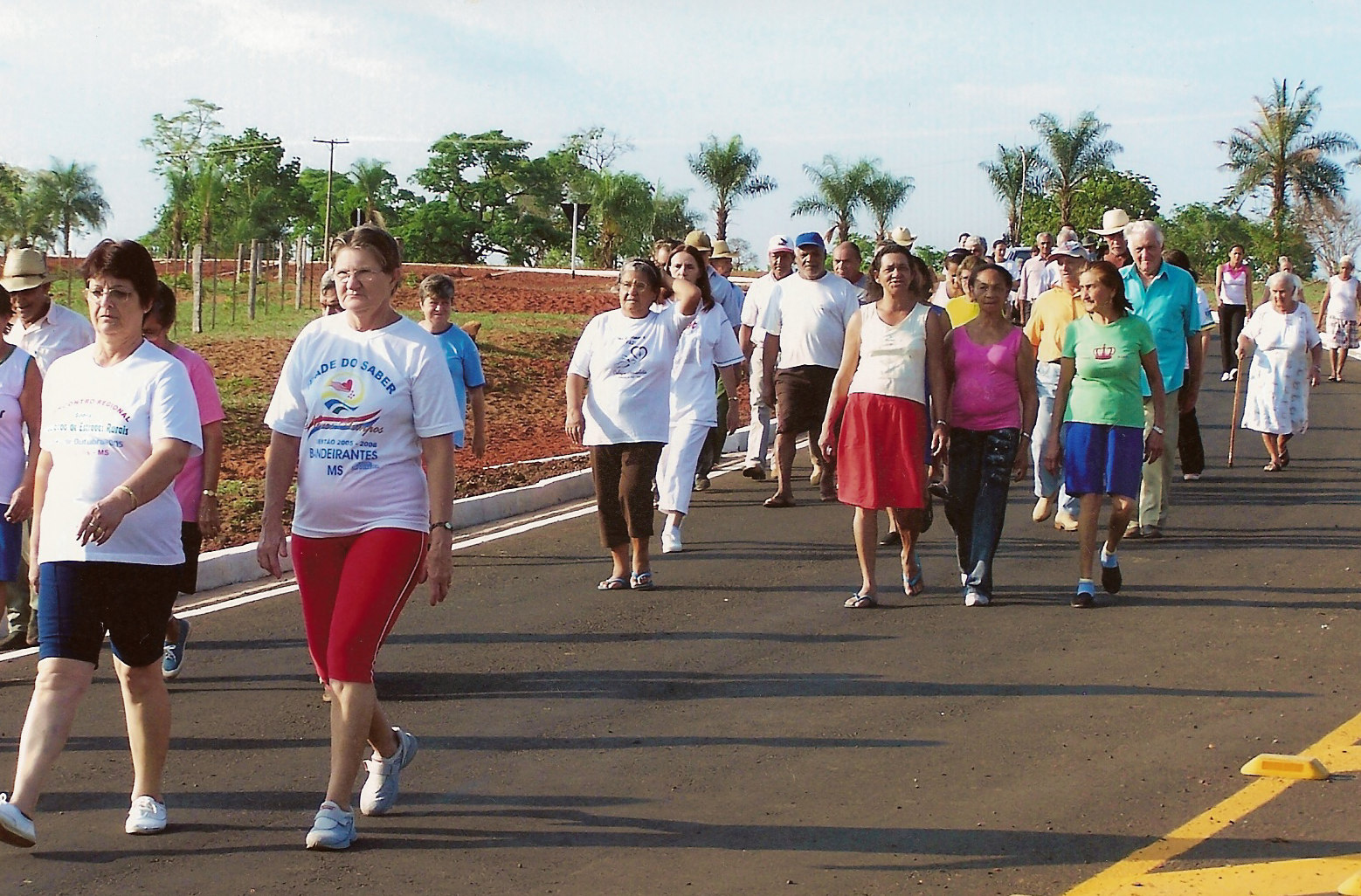
Caminhada do Idoso em Figueirão, Mato Grosso do Sul.

O Dia do Idoso é comemorado no Brasil no dia 1º de outubro e tem como objetivo a valorização do idoso.
Até o ano de 2006, esta data era celebrada no dia 27 de setembro, porém, em razão da criação do estatuto do idoso em 1º de outubro, o dia do idoso foi transferido para esta data de acordo com a lei número 11.433, de 28 de dezembro de 2006. Existem varias leis que protegem o idoso de maus tratos.